# Millihenry
| Kleinere eenheden | Kleinere eenheden | Kleinere eenheden |
| factor            | naam              | symbool           |
| ----------------- | ----------------- | ----------------- |
| 10−9              | nanohenry         | nH                |
| 10−6              | microhenry        | μH                |
| 10−3              | millihenry        | mH                |
| 1                 | henry             | H                 |

De millihenry, symbool mH, is een afgeleide SI-eenheid voor zelfinductie en wederzijdse inductie van een spoel. Een millihenry is één duizendste (10−3) henry (0,001 H). De kleurcode die spoelen in de elektronica kunnen hebben, geven de zelfinductiewaarde weer in microhenry, een spoel van 1 millihenry heeft dan de code bruin-zwart-rood. Zonder kleurcode kan de waarde als 1-0-2 worden weergegeven. Spoelen met waarden in het millihenrygebied worden voornamelijk gebruikt voor ontstoring en voor laagfrequente filtering, zoals scheidingsfilters voor luidsprekers.